# Opsada (1956.)
Opsada, hrvatski dugometražni film iz 1956. godine.